# Pine (cliente de correo electrónico)
Pine es un cliente de correo electrónico (e-mail) basado en texto desarrollado por la Universidad de Washington. La primera versión de este cliente fue escrita en 1989. El código fuente estuvo disponible solamente para la versión Unix desarrollada bajo la licencia de la Universidad de Washington. Pine ya no está en desarrollo y ha sido reemplazado por el nuevo cliente llamado Alpine que tiene licencia de software libre.